# Algemene Maatschappij voor Jongeren

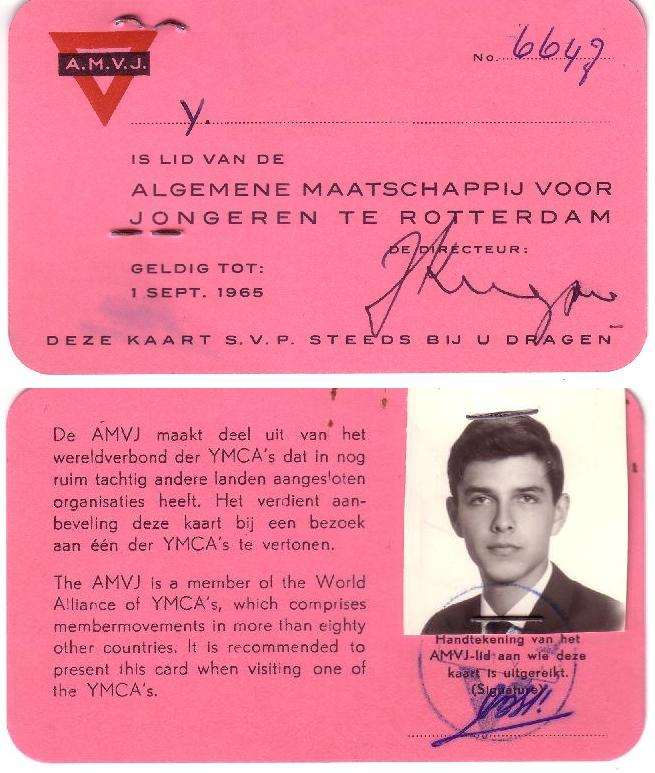
Lidmaatschapskaart uit 1965

De AMVJ is een subsidiefonds en een sportkoepel in Amsterdam, voortgekomen uit de Algemene Maatschappij voor Jongeren, opvolger van de Amsterdamsche Maatschappij voor Jongemannen die is opgericht in 1918.

## Ontstaan
De officiële oprichting van de AMVJ vond plaats in 1918. Het doel werd als volgt geformuleerd: “De harmonische, dat is de geestelijke, verstandelijke, lichamelijke en maatschappelijke ontwikkeling van jongemannen, om aldus mede te werken aan de culturele ontwikkeling van het Nederlandsche volk.” Aan de AMVJ ging een in 1851 onder de naam 'Excelsior' opgerichte protestantse jongerenvereniging vooraf, waarvan een deel van de leden zich afsplitste en een op de Amerikaanse YMCA geënte nieuwe organisatie opzette onder de naam Amsterdamsche Jonge Mannen Vereeniging (AJMV). Onder druk van financiers en de gemeente Amsterdam werd de AJMV gedwongen weer te fuseren met Excelsior toen bleek dat beide organisaties soortgelijke plannen ontwikkelden. Het resultaat was de AMVJ. Van de vereniging mochten jongens van 18 jaar en ouder lid worden. Alleen van de leiding werd geëist dat ze protestants-christelijk waren, niet van de leden. De AMVJ verzette zich vanaf het begin tegen de verzuiling. De activiteiten waren gericht op persoonlijke ontwikkeling en vorming van jongeren, via cursussen en sport, maar ook op huisvesting van jongeren.

## Ontwikkeling
In het interbellum ontwikkelde de AMVJ zich voorspoedig, mede door de bezielende leiding van de predikant Jo Eijkman. In 1920 werd een recreatieterrein opgezet bij Ermelo, De Paalberg, op een van de gemeente gepacht stuk grond. Kinderen en hun ouders konden daar hun zomervakantie doorbrengen. Een ander project was het verkrijgen van een eigen gebouw in Amsterdam, waar jongeren konden worden gehuisvest. In 1928 was dit zogeheten Centraal Gebouw een feit. Hier was niet alleen woonruimte voor 120 leden, maar ook ruimte voor de verschillende clubs, voor sport en spel en voor een eetgelegenheid. Er was zelfs een zwembad, wat voor die tijd bijzonder mag heten. Eerder, in 1922, was er door de AMJV onder de naam Concordia een sportvereniging opgericht, die kon beschikken over voetbal- en hockeyvelden en later ook over een botenhuis en tennisbanen. In 1929 verdween de naam Concordia weer en werden de daaronder ressorterende verenigingen formeel onder de vlag van de AMVJ gebracht. Ondertussen waren er ook sportverenigingen voor scholieren opgericht, de Federatie voor Amsterdamse Scholieren voor Ontspanning en Sport (Famos, 1926) en de Amsterdamse Mulo en Driejarige Organisatie (Amudo, 1930). Na de Tweede Wereldoorlog werd de betekenis van de naam AMJV veranderd in Algemene Maatschappij voor Jongeren omdat ook meisjes lid konden worden. Later kwam er behalve voor sport en vorming ook aandacht voor moderne muziek en andere vormen van cultuur. Zo traden jazz-artiesten op als Boy Edgar, Misja Mengelberg en Rita Reys en was er een Café Culturel. Gedurende de jaren zeventig ging het allengs minder en werd Famos opgeheven. Ook werd het Centraal Gebouw verkocht.

## AMVJ Fonds
In de jaren zeventig werd het Centraal Gebouw verkocht en het daarmee verdiende geld ondergebracht in een fonds, het AMVJ Fonds, beheerd door AMVJ Beheer dat de gelden gebruikt om te bevorderen dat achterstandsjongeren in Amsterdam deelnemen aan sociale en culturele activiteiten. Behalve het centrale gebouw is ook het recreatieterrein in Ermelo verkocht.

## AMVJ Sport
Naast het AMVJ fonds is er AMVJ Sport, waaronder de AMVJ-sportclubs vallen. De AMVJ heeft altijd een grote belangstelling gehad voor sport en daarin een pioniersrol vervuld in Nederland. In 1923 trad het in het tweede jaar toe tot de Eerste klasse honkbal (eerst nog als Concordia) waarin het tot en met 1933 zou uitkomen. De AMVJ introduceerde in 1930 basketbal en volleybal in Nederland. De AMVJ was ook de eerste in Nederland die tafeltennis in verenigingsverband speelde. De AMVJ-tafeltennisclub werd in september 1927 opgericht. In 1930 nam de AMVJ het initiatief tot oprichting van de Amsterdamse Tafeltennisbond. Het eerste Nederlandse tafeltenniskampioenschap in 1935 ging tussen twee AMVJ'ers: Hans Czerno en Wim Groenendijk. Ook de door de AMJV opgerichte scholieren sportverenigingen Famos en Amudo bloeiden in het Interbellum. Ze hadden niet alleen vele honderden leden, er werden ook grote sportevenementen georganiseerd voor alle Amsterdamse scholieren.